# Зебзеева, Альмира Георгиевна
Альми́ра Гео́ргиевна Зебзе́ева (Сычо́ва) (род. 7 марта 1938 года, г. Чусовой, Пермская область) — советская журналистка, редактор.
Ответственный секретарь газеты «Молодая гвардия», главный редактор Пермского книжного издательства, редактор-составитель альманаха «Оляпка».
Член Союза журналистов РФ (1958), заслуженный работник культуры РФ, лауреат конкурса журналистского мастерства имени А. Гайдара (1979), дважды лауреат премии Пермского комсомола.

## Биография
Окончила историко-филологический факультет Пермского университета (1959). Училась вместе с Н. Авериной, Л. Грузберг, Т. Ерофеевой, Р. Спивак.
С 1958 года — сотрудник пермской областной молодёжной газеты «Молодая гвардия», заведующая отделом учащейся молодёжи, заведующая отделом пропаганды, ответственный секретарь. Член Союза журналистов России (1958).
С 1963 по 1994 год — редактор, заведующий редакцией, главный редактор Пермского книжного издательства. Под её руководством было выпущено несколько известных для своего времени поэтических сборников, например, "Молодой человек" (1965), "Сами о себе" (1969). Редактор-составитель (1970–2000) и один из постоянных участников альманаха "Оляпка".
С 1966 года являлась секретарём жюри имени А. П. Гайдара, крупнейшей журналистской премии Пермской области
.
С 1969 по 1984 год — автор и ведущая передачи «Оляпкина почта» на пермском ТВ.
С 1995 года сотрудничает как литературный редактор редакционно-издательским центром «Здравствуй».
В 2000-е годы сотрудничает с издательством «Пушка», где осуществила ряд крупных издательских проектов.

## Награды и звания
- Заслуженный работник культуры России (1988)[5].
- Лауреат конкурса журналистского мастерства имени А. Гайдара (1979).
- Дважды лауреат премии Пермского комсомола.
- Лауреат и дипломант Московской международной книжной выставки-ярмарки.
- Лауреат и дипломант Всероссийских конкурсов «Искусство книги».

## Избранные работы

### Альманах "Оляпка"
- Оляпка-4: Книжка для тех, кто любит стихи, рассказы, сказки, веселые приключения, загадки и рисунки / ред.-сост. А. Г. Зебзеева; редколлегия В. И. Воробьев, Л. И. Давыдычев, Л. И. Кузьмин; макет и техн. ред. В. В. Вагин; худож. ред. М. В. Тарасова, В. В. Вагин. Пермь: Перм. кн. изд-во, 1970. 112 с.
- Оляпка-5: Книжка для тех, кто любит стихи, рассказы, сказки, веселые приключения, загадки и рисунки [Сборник стихов, рассказов и сказок для до- школьного и младшего школьного возраста] / ред.- сост. А. Зебзеева; редколлегия Л. Давыдычев, А. Домнин, Л. Кузьмин; макет и худож. ред. М. Тарасовой. Пермь: Перм. кн. изд-во, 1975. 96 с.
- Оляпка-6: Книжка для тех, кто любит стихи, рассказы, сказки, веселые приключения, загадки и ри- сунки [Для дошкольного и младшего школьного воз- раста] / ред.-сост. А. Зебзеева; редколлегия В. И. Воробьев, Л. И. Давыдычев, Л. И. Кузьмин; худож. ред. Н. Горбунов; худож. макет Т. Дольской; техн. ред. А Карасев. Пермь: Перм. кн. изд-во, 1980. 80 с.
- Оляпка-7: Книжка для тех, кто любит стихи, рассказы, сказки, веселые приключения, загадки и рисунки [Сборник для детей старшего дошкольного и младшего школьного возраста] / ред.-сост. А. Зебзеева; редколлегия В. И. Воробьев, Л. И. Давыдычев, Л. И. Кузьмин; худож. ред. Н. Горбунов; техн. ред. В. Чувашов. Пермь: Перм. кн. изд-во, 1982. 101 с.
- Оляпка-8: Книжка для тех, кто любит стихи, рассказы, сказки, веселые приключения, загадки и рисунки [Сборник для детей старшего дошкольного и младшего школьного возраста] / сост. А. Зебзеева; зав. ред. А. Лукашин; ред. Н. Гашева; худож. ред. Т. Ключарева; техн. ред. В. Чувашов. Пермь: Перм. кн. изд-во, 1987. 110 с.
- Оляпка-9: Книжка для тех, кто любит стихи, рассказы, сказки, веселые приключения, загадки и рисунки [Литературно-художественный альманах для детей] / сост. А. Зебзеева; ред. И. Остапенко; худож. ред. Т. Ключарева; техн. ред. В. Чувашов. Пермь: Перм. кн. изд-во, 1990. 110 с.
- Оляпка-10: Книжка для тех, кто любит стихи, рассказы, сказки, веселые приключения, загадки и рисунки / ред.-сост. А. Зебзеева; сост. К. Гашева; худож. ред. С. Можаева. Пермь: Перм. кн. изд-во, 1990. 96 с.

### Иные публикации
- Скороговорки. Пермь: Пермское книжное издательство, 1973. 60 с.
- Мама, почитай-ка! Издательство: Пермь: Пермское книжное издательство, 1973. 160 с. (недоступная ссылка)
- Горизонт. Сб. стихов, рассказов и очерков : Для сред. школ. возраста. 1982.
- Азбука пионерской жизни. Октябренку, вступающему в пионеры. Москва: Молодая гвардия. 1987., ,  (недоступная ссылка),  (недоступная ссылка).
- Моя родословная. Кн., напис. школьниками г. Чайковского. Сост. и лит. обраб. А. Зебзеевой; Худож. А. Амирханов. Пермь: Пермское книжное издательство, 1987..
- Справочник инвалида : Перм. обл. Ред.-сост. А. Зебзеева. Пермь: Здравствуй, 1998.
- Рождение лебедя: слово о Перм. хореогр. училище, его педагогах и питомцах / Т. П. Чернова; ред. А. Г. Зебзеева. Пермь: Перм. кн. изд-во, 2001. 216 с.
- Права, оплаченные страданием. Справ.-публицист. изд. для инвалидов и тех, кто работает с ними. Авт.-сост., ред. А. Г. Зебзеева. Пермь: Здравствуй 2003. , .
- Летопись наших побед и печалей. Хроника становления общества инвалидов Прикамья (1988–2003). Сост. А. Зебзеева. Пермь: Здравствуй 2003.
- Жить по-хозяйски : Беседы о ресурсосбережении. Пермь Книжный мир. 2004.
- Здоровье. Ред. А. Зебзеева. Пермь: Здравствуй 2012.
- Законы. Ред. А. Зебзеева. Пермь: Здравствуй 2012.
- Опыт. Ред. А. Зебзеева. Пермь: Здравствуй 2012.
- Б. И. Брюшинин. "...На жизнь через светлые смотрим очки" // Действенный глагол. Страницы биографий журналистов – выпускников филологического факультета Пермского университета / сост. Н. Е. Васильева; отв. за вып. Б. В. Кондаков; адаптация для веб А. В. Пустовалов; Перм. гос. нац. исслед. ун-т. Пермь, 2013. 203 с. С. 44–54.
- Пой, скворушка!.. (Алексей Домнин) // Ποίησις (Poēsis). Страницы биографий поэтов выпускников филологического факультета Пермского университета / сост. Н. Е. Васильева; отв. за вып. Б. В. Кондаков; Перм. гос. нац. исслед. ун-т. Пермь, 2014. 203 с. С. 48–22.
- А это не телеграмма, а "похоронка"… // Районка. Портал районных и городских изданий Пермского края. 2016.
- Гашева из рода Пермяковых // Отраженье исчезнувших лет. Календарь-справочник города Перми на 2016 год. Пермь: Пушка, 2016. 316 с.
- Пермский край в Великой Отечественной войне. Энциклопедия. Авт.-сост. Зебзеева А. Г. и др. Пермь: Пушка, 2016. 429 с..
- Память сердца. Пермь, 2016.